# Robin Beauregard
Robin Mary Beauregard, född 23 februari 1979 i Long Beach, Kalifornien, är en amerikansk vattenpolospelare. Hon ingick i USA:s OS-lag vid två olympiska spel. Hon gjorde sex mål i den olympiska vattenpoloturneringen i Sydney där USA tog silver. I den olympiska vattenpoloturneringen i Aten gjorde hon fyra mål, varav ett i bronsmatchen mot Australien som USA vann med siffrorna 6–5. År 2003 var Beauregard med om att ta guld i Holiday Cup, VM och Panamerikanska spelen. Hon blev därmed trefaldig Holiday Cup-vinnare i och med att hon hade varit med i det vinnande amerikanska laget även 2001 och 2002.
I high school, Marina i Huntington Beach, fick Beauregard vara med i både flickornas och pojkarnas vattenpololag i fyra år. Hon studerade vid University of California, Los Angeles.